# Lewis Foreman Day

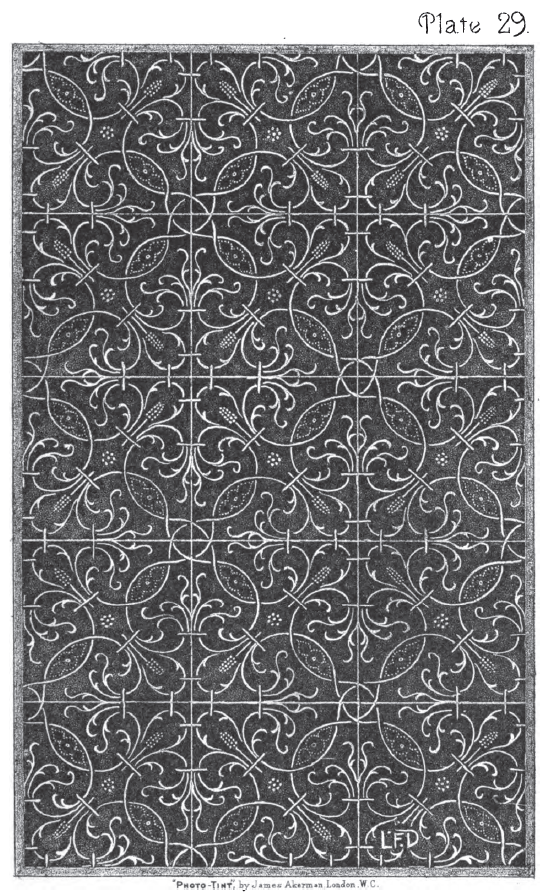
Bild 29 i Lewis F Days Anatomy of Pattern

Lewis Foreman Day, född 1845, död 1910, var en brittisk formgivare och författare.
Lewis F Day utbildade sig i Storbritannien, Tyskland och Frankrike. Han arbetade därefter med att rita förlagor till målade kyrkfönster. Från 1870 hade en egen designfirma i London. Han arbetade i många branscher som mönsterritare, bland med tapeter bland annat för Jeffrey & Co, tygtryck och vävnader.
Från år 1881 arbetade han som konstnärlig ledare för tygtryckeriet Turnbull & Stockdale i Lancashire och formgav även möbler och keramik.
Lewis F Day bildade 1880 gruppen Fifteen med skribenter, formgivare och konstteoretiker, vilken 1884 slogs samman med yrkessammanslutningen The Art Workers Guild.
| ”                   | Estetisk kultur är ingen kungsväg till dygderna, och i själva verket är det känt att vissa laster har invaderat den. Å andra sidan har fulheten inte något speciellt behag. Konst är bara ett ord. Den måste uttrycka något och den avgörande frågan är: vad uttrycker den? | „ |
| – Lewis Foreman Day | |   |

| ”                   | Naturen verkar att inte ha försummat något tillfälle till utsmyckning. Tänk på träden på vintern och dess mönster av kvistar mot himmelen; hur de nakna grenarna sprider ut sig som stora tångruskor i stilla vatten. Att se dem frostrimmade, eller strax efter det att snö fallit ner, är en ny uppenbarelse av deras skönhet. På våren, när grenarna börjar burgeon och glöda av färg, liknar de mer än någonsin tång. Och de enstaka knopparna, när du kommer nära nog att urskilja dem, har alltid sin egen karaktär och skönhet. | „ |
| – Lewis Foreman Day | |   |

## Bildgalleri

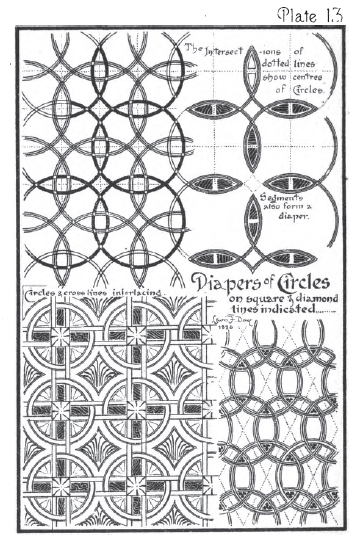
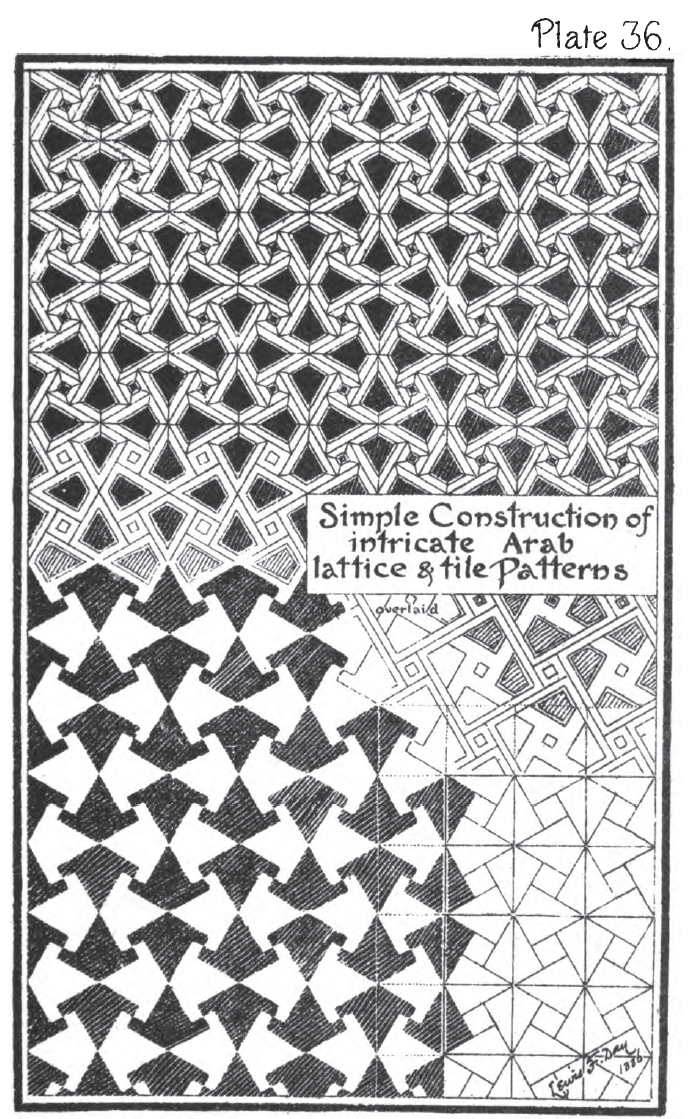
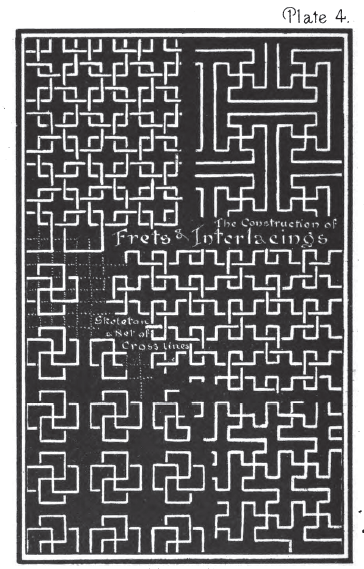